# André Constant (évêque constitutionnel)
André Constant, est un prélat catholique français, évêque constitutionnel d'Agen, né à Saint-Maigrin le 24 juin 1736 et mort à Paris le 7 juin 1811.

## Biographie

### Frère prêcheur
Il est entré, encore enfant, au collège de Toulouse, puis, ses études terminées à quinze ans, dans l'ordre des frères prêcheurs au couvent des Jacobins de Toulouse. Après ses études au noviciat, au début de ses études théologiques, il est désigné, en juin 1757, pour soutenir la principale épreuve de soutenance de thèse à la clôture du Chapitre général des Dominicains de la province d'Occitanie. 
Il est docteur en théologie de l'université de Toulouse en 1767. Il est élu le 25 juin 1768 secrétaire de la communauté des frères prêcheurs. Il a exercé cette fonction jusqu'au 15 juillet 1771. Pendant cette période il a rédigé plusieurs traités qui sont restés manuscrits. Leur lecture montre qu'il était attiré par les thèses jansénistes et critiquait la bulle Unigenitus.
En 1771, la chaire de théologie tenue par un Dominicain à l'université de Bordeaux étant devenue libre, il y est nommé. Dans son enseignement il a montré le respect qui était dû au pape et à ses prérogatives, mais il a défendu « les droits de la puissance temporelle et les libertés gallicanes contre les prétentions et les abus de la cour de Rome ».
Il est élu prieur du couvent des Frères prêcheurs de Bordeaux en 1783.

### Transformations du clergé au début de la Révolution
La Révolution va changer la direction de sa vie. Le 13 février 1790 l'assemblée constituante approuve le décret sur la suppression des ordres religieux. Son jansénisme l'a entraîné à approuver la suppression des ordres religieux car il considérait qu'ils s'étaient éloignés des enseignements du Christ et qu'ils accueillaient « des personnes qu n'y cherchaient qu'un refuge contre la misère, qui les aurait accablés dans le monde, préférant l'aisance de la vie, qu'ils y rencontraient tout de suite, à celle qu'ils n'auraient pu se procurer que difficilement par leur industrie. La vanité y poussait également quelques-uns », et il a justifié ce décret : « Dieu a donné la terres aux hommes, Jésus-Christ a déclaré qu'elle n'était point de son empire. L'État peut en disposer sans le concours de la puissance spirituelle qui n'a droit d'absolu, ici-bas, que sur ce qui doit un jour monter au ciel ...». Il a donc quitté le cloître mais en conservant son désir d'être pauvre qu'il considérait comme la perfection du christianisme.
Après la suppression des ordres religieux, l'assemblée constituante a adopté le 12 juillet 1790 le décret sur la constitution civile du clergé. Il lui a semblé être « un heureux retour aux anciens canons ». Parmi les professeurs de l'université de Bordeaux il n'était pas le seul à défendre cette thèse. 

### Évêque constitutionnel
Le dimanche 1er mai 1791 il est élu évêque de Lot-et-Garonne par un conclave constitutionnel réuni dans l'église des Jacobins. N'étant pas candidat et son nom inconnu des électeurs, on peut penser qu'il a été cité par des membres de la société des « Amis de la Constitution » qui existait à Agen comme à Bordeaux. Sa nomination n'a été proclamée qu'après qu'il eût accepté son élection. La cérémonie d'investiture a eu lieu dans l'église des Jacobins le 5 mai 1791. La cérémonie de sacre du nouvel évêque a eu lieu le dimanche 5 juin 1791 dans la cathédrale Saint-André de Bordeaux. Il a quitté Bordeaux pour Agen le 9 juin où il a choisi d'habiter dans une maison canoniale près du cloître Saint-Étienne plutôt que dans l'ancien palais épiscopal. Il a été intronisé le dimanche de Pentecôte, 12 juin, dans l'église des Jacobins qui servait de cathédrale provisoire en y faisant un discours pour justifier son acte en affirmant que les prescriptions de la religion « fait à tout chrétien un devoir de se soumettre aux puissances de la terre », puis il a prêté le serment requis. En fin, il a écrit au pape une lettre de communion. Mais la papauté a condamné la constitution civile du clergé par deux brefs du 10 mars et 13 avril.
L'évêque d'Agen Jean-Louis d'Usson de Bonnac avait refusé de prêter le serment constitutionnel le 4 janvier 1791. Il commence à faire circuler dans son diocèse deux écrits adressés au clergé séculier et régulier de son diocèse, le 20 et 27 mai. André Constant a alors publier une Réponse à M. Bonnac. Mais une partie du clergé qui avait prêté serment revint à l'ancien évêque. Il s'est alors créé deux clientèles en faveur de chacun des évêques. 
En août 1791, l'assemblée constituante a voté une nouvelle constitution qui a fait disparaître la constitution civile du clergé. Une nouvelle atteinte aux lois traditionnelles de l'Église est faite le 20 septembre 1792 avec le vote de la loi sur le divorce. Au début de 1794 le culte a cessé à Agen. l'évêque André Constant a alors arrêté ses fonctions. Vers la fin février 1794 est arrivé à Agen le représentant du peuple Monestier de la Lozère qui l'a convoqué et lui a demandé de déclarer publiquement qu'il renonce au métier d'imposteur. Ayant refusé, il n'a pas été condamné mais il est allé se réfugier un temps à Castéra.
Le 3 ventôse an III de la République (21 février 1795) paraît le décret accordant le libre exercice du culte. Le 11 prairial (30 mai 1795) un nouveau décret rend aux citoyens l'usage des églises. André Constant a attendu jusqu'au 15 août pour pouvoir s'installer non dans la cathédrale Saint-Étienne, en ruine, mais dans l'église Notre-Dame-du-Bourg. Cependant l'église constitutionnelle va être critiquée et les prêtres insermentées vont sortir des prisons. Peu de fidèles vont suivre les messes dites par les prêtres ayant accepté le serment. André Constant se plaint du manque de moyens matériels et financiers de l'église pour satisfaire à ses obligations.
Il a assisté aux conciles nationaux de 1797 et 1801.

### Démission après la signature du concordat
Un traité de concordat est signé, à Paris, le 26 messidor an IX (15 juillet 1801), par la République française avec le Saint-Siège.
André Constant a démissionné de son siège d'Agen en octobre 1801. Il s'est retiré à Paris où il est mort.